# Injeção de dependência
Injeção de dependência (Dependency Injection, em inglês) é um padrão de desenvolvimento de programas de computadores utilizado quando é necessário manter baixo o nível de acoplamento entre diferentes módulos de um sistema. Nesta solução as dependências entre os módulos não são definidas programaticamente, mas sim pela configuração de uma infraestrutura de software (container) que é responsável por "injetar" em cada componente suas dependências declaradas. A Injeção de dependência se relaciona com o padrão Inversão de controle mas não pode ser considerada um sinônimo deste.
Alguns dos frameworks mais utilizados que fazem uso de injeção de dependência são o Spring, ASP.NET Core, Laravel e o AngularJS.